# Presidenza di Franklin Delano Roosevelt

Firma autografa del presidente Roosevelt

La presidenza di Franklin Delano Roosevelt ha inizio il 4 marzo del 1933 a mezzogiorno con la cerimonia d'inaugurazione e relativo insediamento del presidente degli Stati Uniti d'America, per poi terminare dopo quattro mandati consecutivi il 12 aprile del 1945.
Roosevelt, il 32° presidente degli Stati Uniti d'America ed esponente del Partito Democratico (era Governatore di New York), entrò in carica a seguito della vittoria decisiva contro il candidato del Partito Repubblicano e presidente uscente Herbert Hoover alle elezioni presidenziali del 1932.
Quattro anni dopo, alle elezioni presidenziali del 1936, fu riconfermato contro l'avversario repubblicano Alf Landon.

## Amministrazione

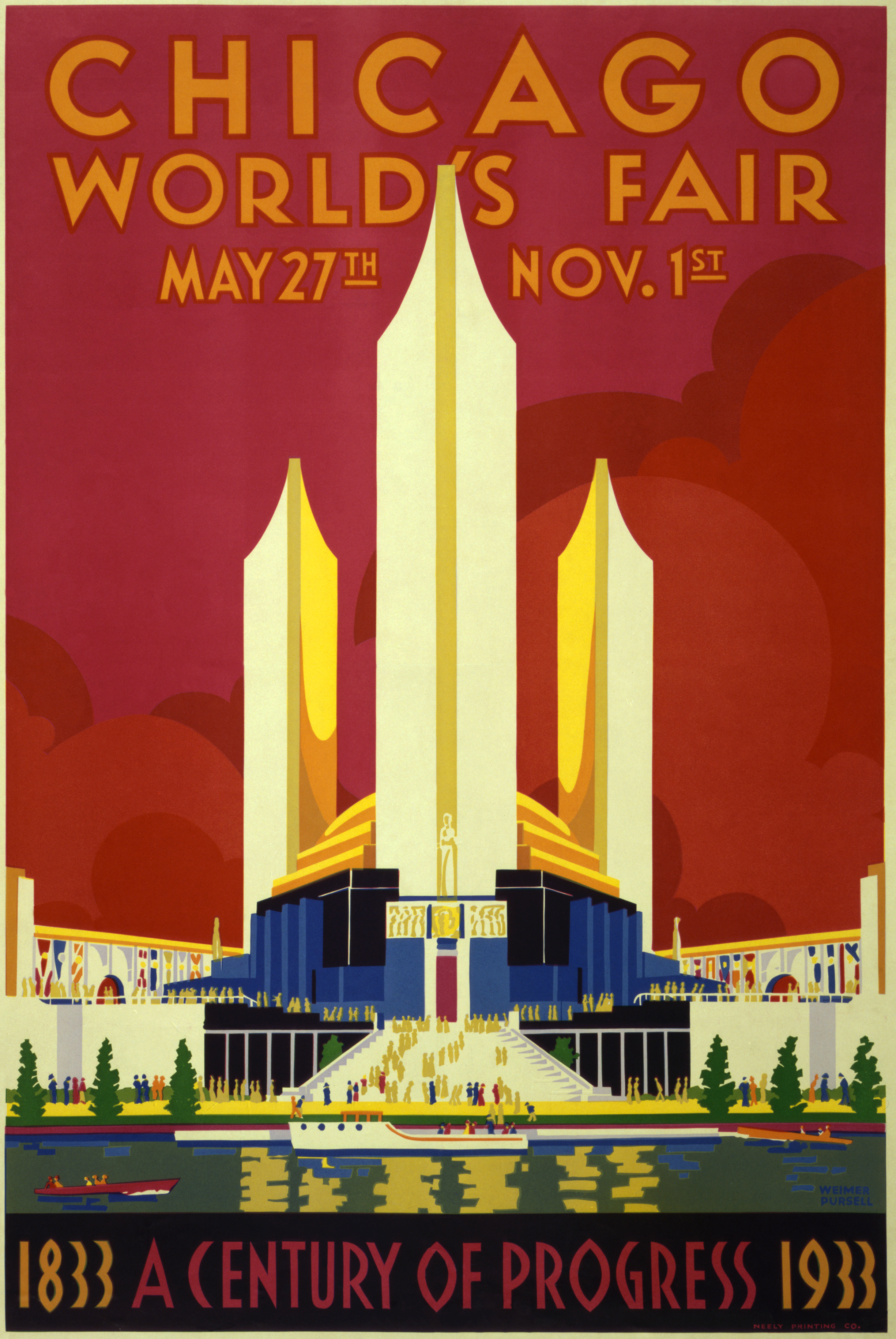
27 maggio: L'Esposizione Universale di Chicago (o Expo 1933) apre

Gli avvenimenti salienti (interni e internazionali) della presidenza di Franklin Delano Roosevelt saranno i seguenti:
1933
- 24 marzo – Germania: il parlamento dà i pieni poteri a Hitler (Ermächtigungsgesetz)
- 14 ottobre – Germania: il governo nazionalsocialista annuncia il ritiro del Paese dalla Società delle Nazioni.
- 27 maggio-1º novembre – Esposizione universale di Chicago
- novembre – Gli Stati Uniti riconoscono ufficialmente l'Unione Sovietica.

1934
- 30 giugno – Germania: nella Notte dei lunghi coltelli, le SS eliminano Ernst Röhm e i principali esponenti delle squadre d'assalto.
- 25 luglio – in Austria viene assassinato il cancelliere Dollfuss.

1935

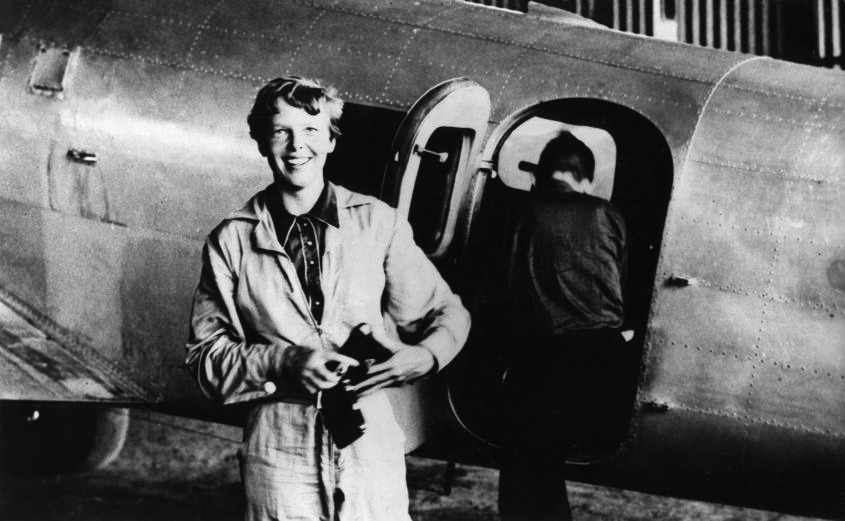
Amelia Earhart compie nel 1935 il primo volo in solitaria dalle isole Hawaii alla California, una distanza superiore a quella che separa Europa e Stati Uniti.

- 11 gennaio – Amelia Earhart compie il primo volo in solitaria dalle isole Hawaii alla California, una distanza superiore a quella che separa Europa e Stati Uniti.
- 15 settembre – le Leggi di Norimberga privano gli ebrei tedeschi della cittadinanza.

1936
- 20 gennaio – Regno Unito: Edoardo VIII succede a suo padre Giorgio V come re del Regno Unito, dopo la morte di quest'ultimo.
- 25 ottobre – Sottoscritto l'Asse Roma-Berlino, patto d'amicizia tra Germania e Italia.
- 11 dicembre – Regno Unito: re Edoardo VIII abdica per unirsi in matrimonio con l'americana Wallis Simpson. Gli succede al trono il fratello Giorgio VI.

1937
- 2 luglio – scomparsa della aviatrice statunitense Amelia Earhart
- 11 dicembre – l'Italia esce dalla Società delle Nazioni a causa delle sanzioni
- 21 dicembre – Walt Disney presenta il suo primo lungometraggio animato, Biancaneve e i sette nani.

1938
- 28-30 settembre – Germania: Conferenza di Monaco. Vi partecipano Adolf Hitler (Germania), Édouard Daladier (Francia), Neville Chamberlain (Gran Bretagna), e Benito Mussolini (Italia). La Francia e la Gran Bretagna, nel tentativo di evitare un conflitto, autorizzano la Germania ad occupare la regione dei Sudeti.
- 9-10 novembre – Germania: Notte dei cristalli

1939

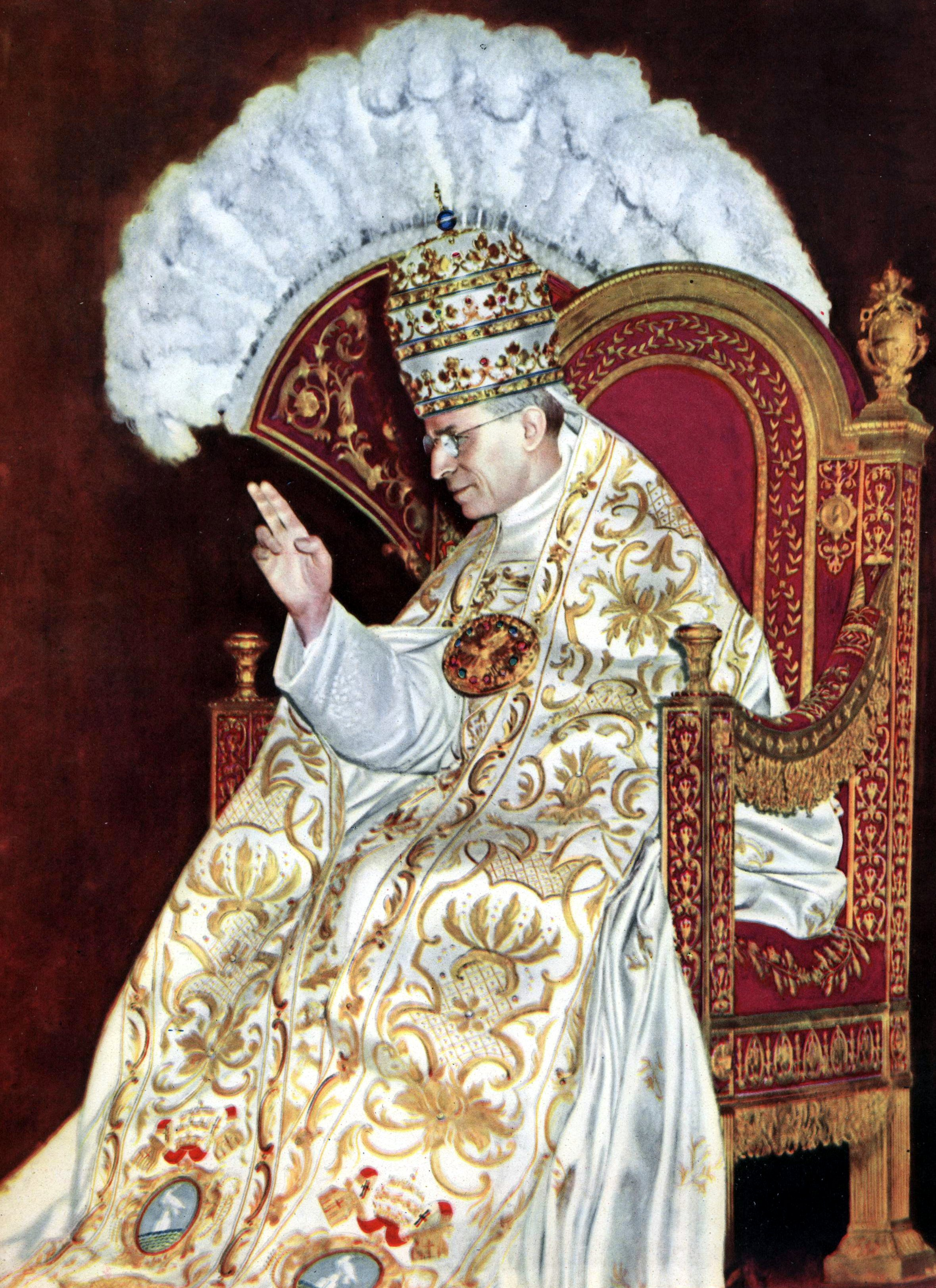
Eugenio Pacelli viene eletto Papa con il nome di Pio XII

- 2 marzo – Viene eletto papa il cardinale camerlengo Eugenio Pacelli, il quale prende il nome di Pio XII
- 28 marzo – Spagna: Francisco Franco conquista Madrid. Finisce la guerra civile spagnola.
- 1º settembre – Polonia/Germania: Hitler invade la Polonia (data d'inizio della Seconda guerra mondiale)
- 17 settembre – l'Unione Sovietica invade la Polonia occupando la zona orientale.

1940
- 10 maggio – Regno Unito: il primo ministro Arthur Neville Chamberlain si dimette, lo sostituisce Winston Churchill a capo di un governo di unità nazionale.
- 10 giugno – Benito Mussolini annuncia l'entrata in guerra da parte dell'Italia Fascista.
- 28 ottobre – L'Italia invade la Grecia
- 24 dicembre – In un discorso, il presidente degli Stati Uniti Franklin Delano Roosevelt attacca duramente le potenze dell'Asse.

1941
- 7 dicembre: forze aeronavali dell'Impero giapponese attaccano a sorpresa la flotta statunitense di stanza a Pearl Harbor, nelle Hawaii, infliggendole gravissime perdite. Questo attacco determinerà l'entrata in guerra degli Stati Uniti d'America

1942
1943
- 17 gennaio – Conferenza di Casablanca: il presidente Roosevelt e il primo ministro Churchill decidono l'apertura del fronte europeo contro Hitler a partire dall'Italia meridionale, il "ventre molle d'Europa".
- 8 settembre – l'Italia firma l'armistizio con le forze angloamericane

1944
- 12 aprile – Re Vittorio Emanuele III annuncia alla radio la sua abdicazione a favore del figlio Umberto II, da attuarsi non appena Roma sarà liberata.
- 6 giugno – truppe alleate sbarcano sulle spiagge della Normandia
- 12 ottobre – gli Alleati sbarcano ad Atene.

1945

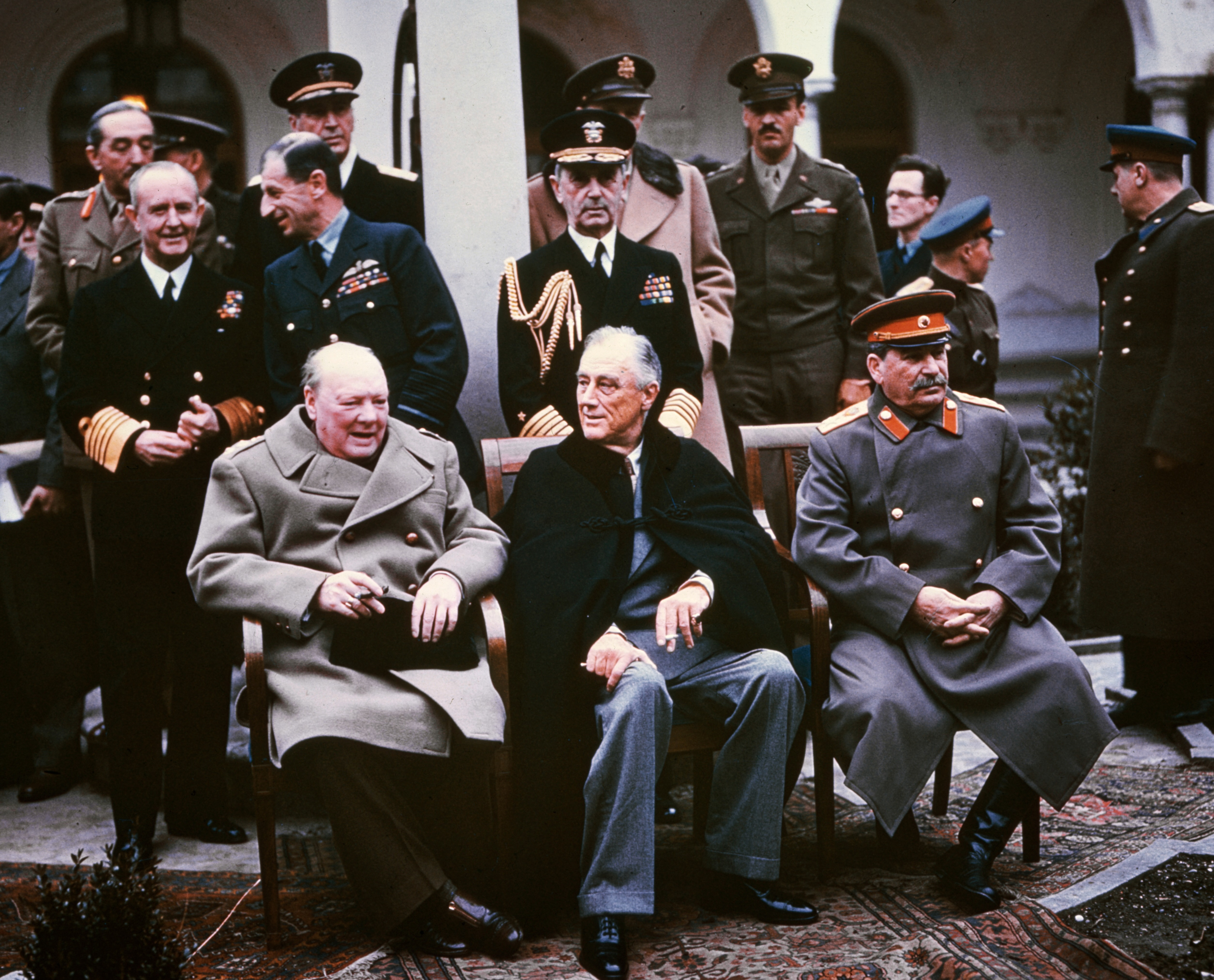
Churchill, Roosevelt e Stalin alla Conferenza di Jalta

- 17 gennaio – Shoah: i nazisti cominciano ad evacuare il campo di concentramento di Auschwitz.
- 27 gennaio – truppe sovietiche liberano il campo di concentramento di Auschwitz.
- 4 febbraio – Churchill, Stalin e Roosevelt si riuniscono a Jalta in Crimea.
- 13 febbraio – bombardamento di Dresda
- 22 marzo – Il Cairo, Egitto: fondazione della Lega araba

### Gabinetto ministeriale
Per la prima volta nella storia degli Stati Uniti d'America, una donna (Frances Perkins) viene messa a capo di uno dei Dipartimenti dell'Esecutivo federale.
| Dipartimento | Incarico                       | Ritratto             | Nome                      | Mandato | Mandato |
| Dipartimento | Incarico                       | Ritratto             | Nome                      | Inizio  | Termine |
| ------------ | ------------------------------ | -------------------- | ------------------------- | ------- | ------- |
|              | Presidente                     |                      | Franklin Delano Roosevelt | 1933    | 1945    |
|              | Vice Presidente                |                      | John Nance Garner         | 1933    | 1941    |
|              | Vice Presidente                | Henry A. Wallace     | 1941                      | 1945    |         |
|              | Vice Presidente                | Harry Truman         | 1945                      | 1945    |         |
|              |                                |                      |                           |         |         |
|              | Segretario di Stato            |                      | Cordell Hull              | 1933    | 1944    |
|              | Segretario di Stato            | Edward Stettinius    | 1944                      | 1945    |         |
|              | Segretario al tesoro           |                      | William Hartman Woodin    | 1933    | 1934    |
|              | Segretario al tesoro           | Henry Morgenthau Jr. | 1934                      | 1945    |         |
|              | Segretario alla Guerra         |                      | George Dern               | 1933    | 1936    |
|              | Segretario alla Guerra         | Harry Hines Woodring | 1936                      | 1940    |         |
|              | Segretario alla Guerra         | Henry L. Stimson     | 1940                      | 1945    |         |
|              | Procuratore generale           |                      | Homer Stille Cummings     | 1933    | 1939    |
|              | Procuratore generale           | Frank Murphy         | 1939                      | 1940    |         |
|              | Procuratore generale           | Robert H. Jackson    | 1940                      | 1941    |         |
|              | Procuratore generale           | Francis Biddle       | 1941                      | 1945    |         |
|              | Direttore generale delle poste |                      | James A. Farley           | 1933    | 1940    |
|              | Direttore generale delle poste | Frank C. Walker      | 1940                      | 1945    |         |
|              | Segretario alla Marina         |                      | Claude A. Swanson         | 1933    | 1939    |
|              | Segretario alla Marina         | Charles Edison       | 1940                      | 1940    |         |
|              | Segretario alla Marina         | Frank Knox           | 1940                      | 1944    |         |
|              | Segretario alla Marina         | James V. Forrestal   | 1944                      | 1945    |         |
|              | Segretario degli Interni       |                      | Harold L. Ickes           | 1933    | 1945    |
|              | Segretario dell'Agricoltura    |                      | Henry A. Wallace          | 1933    | 1940    |
|              | Segretario dell'Agricoltura    | Claude R. Wickard    | 1940                      | 1945    |         |
|              | Segretario al Commercio        |                      | Daniel C. Roper           | 1933    | 1938    |
|              | Segretario al Commercio        | Harry Hopkins        | 1938                      | 1940    |         |
|              | Segretario al Commercio        | Jesse H. Jones       | 1940                      | 1945    |         |
|              | Segretario al Commercio        | Henry A. Wallace     | 1945                      | 1945    |         |
|              | Segretario del Lavoro          |                      | Frances Perkins           | 1933    | 1945    |

## Elezioni presidenziali del 1932

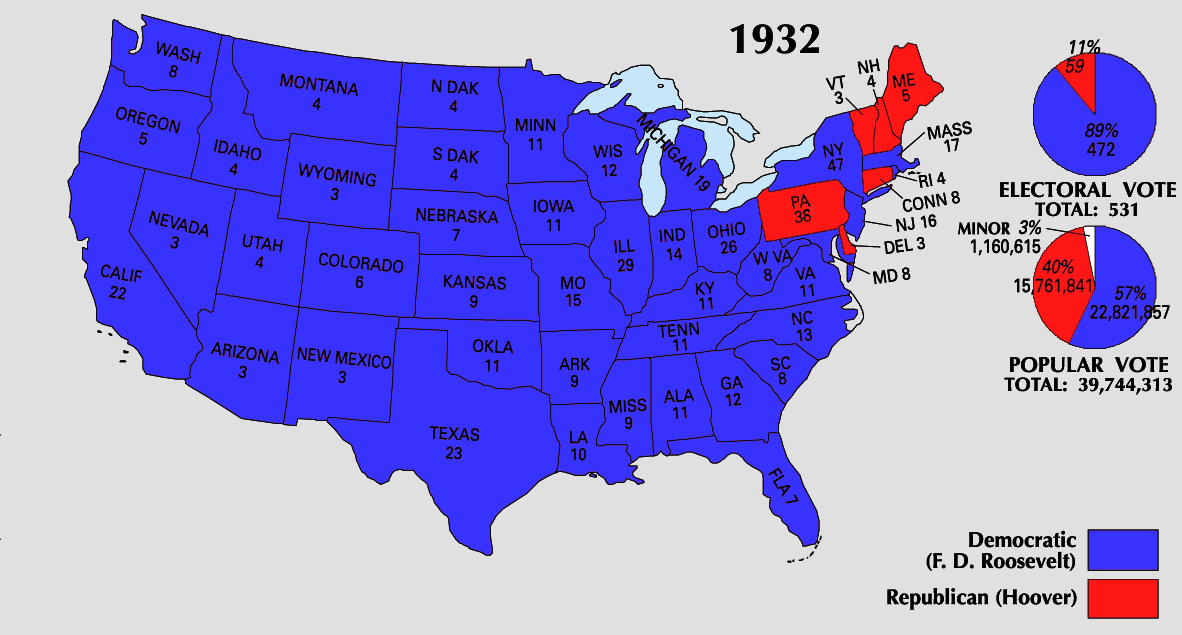
Il risultato delle elezioni presidenziali del 1932

## Presidenza

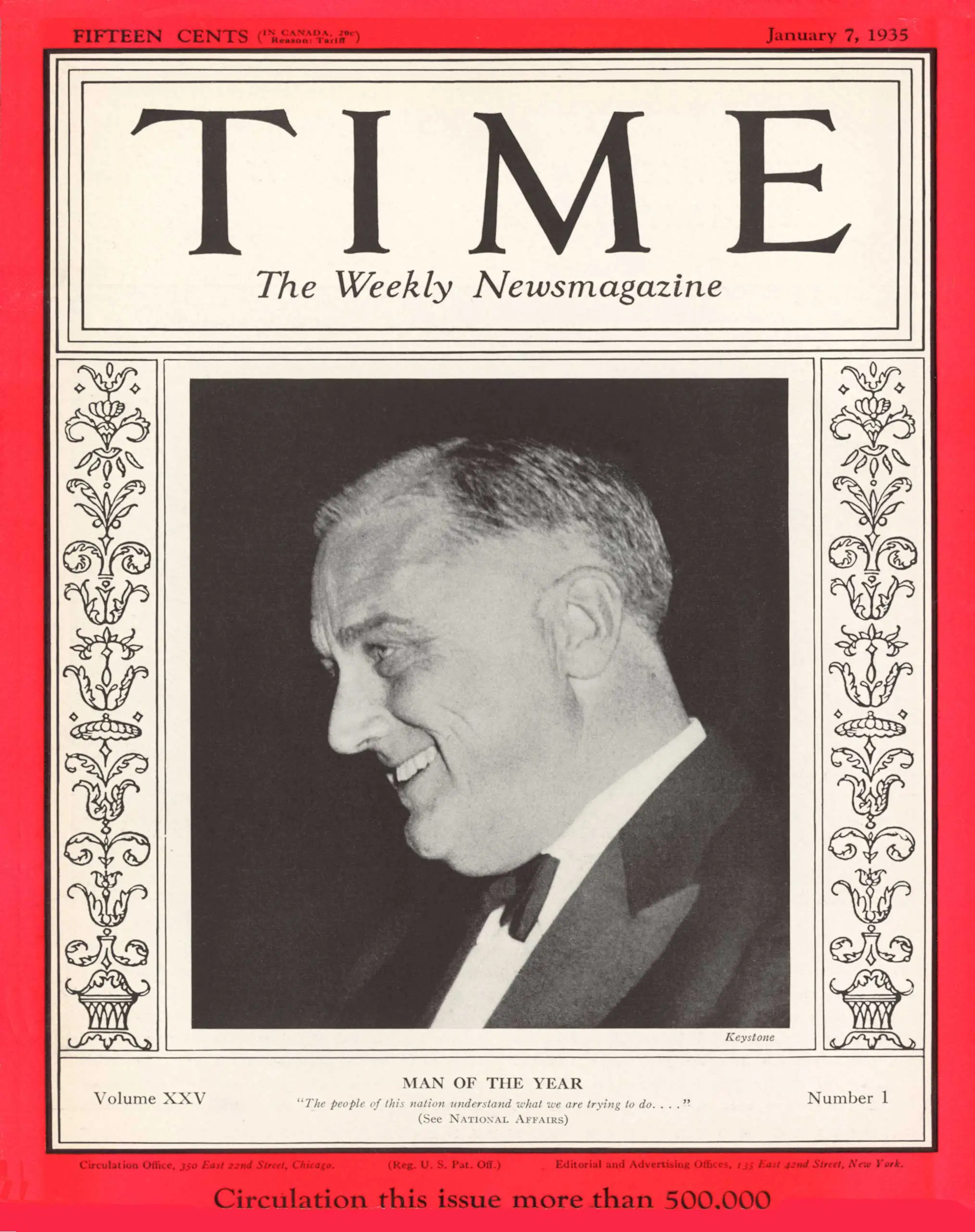
La copertina del settimanale TIME dedicata alla persona dell'anno nel 1934 (Roosevelt la ottenne anche nel 1932 e nel 1941)

### Primo mandato (1933-1937)
(Discorso inaugurale del 4 marzo 1933)
La costituzione statunitense prevedeva un periodo di interregno di quattro mesi fra l'elezione del presidente e il suo insediamento, con la conseguente acquisizione dei poteri presidenziali. Durante questo periodo di transizione (8 novembre 1932 - 4 marzo 1933) la crisi economica toccò livelli tragici: un quarto della forza lavoro del Paese non aveva un'occupazione; i prezzi agricoli erano scesi del 60% gettando così sul lastrico molti agricoltori; la produzione industriale era scesa più della metà rispetto al 1929; due milioni di persone erano senza casa.

#### Rielezione nel 1936
La convenzione democratica, riunitasi a Filadelfia dal 23 al 27 giugno 1936, confermò con entusiasmo Roosevelt quale candidato alle elezioni presidenziali di quell'anno. Egli esaltò i risultati raggiunti col New Deal e promise di continuare su quella strada. La convenzione democratica aveva anche rinconfermato come candidato vicepresidente John Nance Garner. I repubblicani invece condannavano tali provvedimenti e accusavano il presidente di aver usurpato i poteri del Congresso. Essi scelsero come loro candidato presidente un repubblicano progressista, Alf Landon, governatore del Kansas, e come loro candidato vicepresidente Frank Knox. I toni della campagna elettorale furono spesso aspri: Roosevelt usò parole dure contro gli uomini dell'alta finanza; in cambio i repubblicani lo accusarono di essere un demagogo privo di principi morali.
La maggior parte delle testate giornalistiche erano molto critiche nei confronti del presidente e anche i sondaggi sembrarono confermare l'avanzata dei repubblicani. La prestigiosa rivista settimanale The Literary Digest, che aveva indovinato i vincitori delle ultime cinque elezioni presidenziali, aveva realizzato un ampio sondaggio che prevedeva la schiacciante vittoria di Landon. I risultati delle elezioni invece diedero a Roosevelt una vittoria ancora più marcata e netta di quattro anni prima: egli ottenne quasi ventotto milioni di voti (pari al 60,80%), vinse in ben 46 Stati su 48 e conquistò la cifra record di 523 grandi elettori contro i soli 8 di Landon. Il partito del presidente, inoltre, ottenne tre quarti dei seggi al Senato e i quattro quinti della Camera dei rappresentanti. Il voto dimostrò l'appoggio del popolo americano alle politiche di Roosevelt e bocciò sonoramente l'opposizione repubblicana.

### Secondo mandato (1937-1941)

#### Rielezione nel 1940
Con una mossa senza precedenti, Roosevelt cercò un terzo mandato consecutivo nel 1940. Fino a quel momento tutti i presidenti avevano rispettato la regola non scritta stabilita da George Washington, che nel 1793 aveva rinunciato al terzo mandato affermando che troppo potere non doveva essere accentrato per troppo tempo nelle mani di un solo uomo. A differenza delle elezioni del 1936, quando ottenne senza contestazioni la candidatura del partito democratico, nel 1940 subì l'opposizione di diversi candidati: il Vicepresidente, John Nance Garner; il Segretario di Stato Cordell Hull e il senatore del Maryland Millard E. Tydings. Roosevelt vinse la nomination democratica e, per sostituire Garner, si rivolse al segretario all'Agricoltura Henry A. Wallace dello Iowa, un ex repubblicano che sosteneva fortemente il New Deal ed era popolare negli stati agricoli. La scelta non piacque a molti conservatori del partito, che pensavano che Wallace fosse troppo radicale ed "eccentrico" nella sua vita privata per essere un efficace compagno per la corsa alla presidenza. Ma Roosevelt ha insistito sul fatto che senza Wallace sul biglietto avrebbe rifiutato la ri-nomination, e Wallace ha vinto la nomination per la vicepresidenza, sconfiggendo il presidente della Camera William B. Bankhead e altri candidati.
Il 5 novembre 1940 sconfisse il candidato repubblicano Wendell L. Willkie (che era in tandem con Charles L. McNary, candidato alla vicepresidenza), vincendo le elezioni con una maggioranza schiacciante.

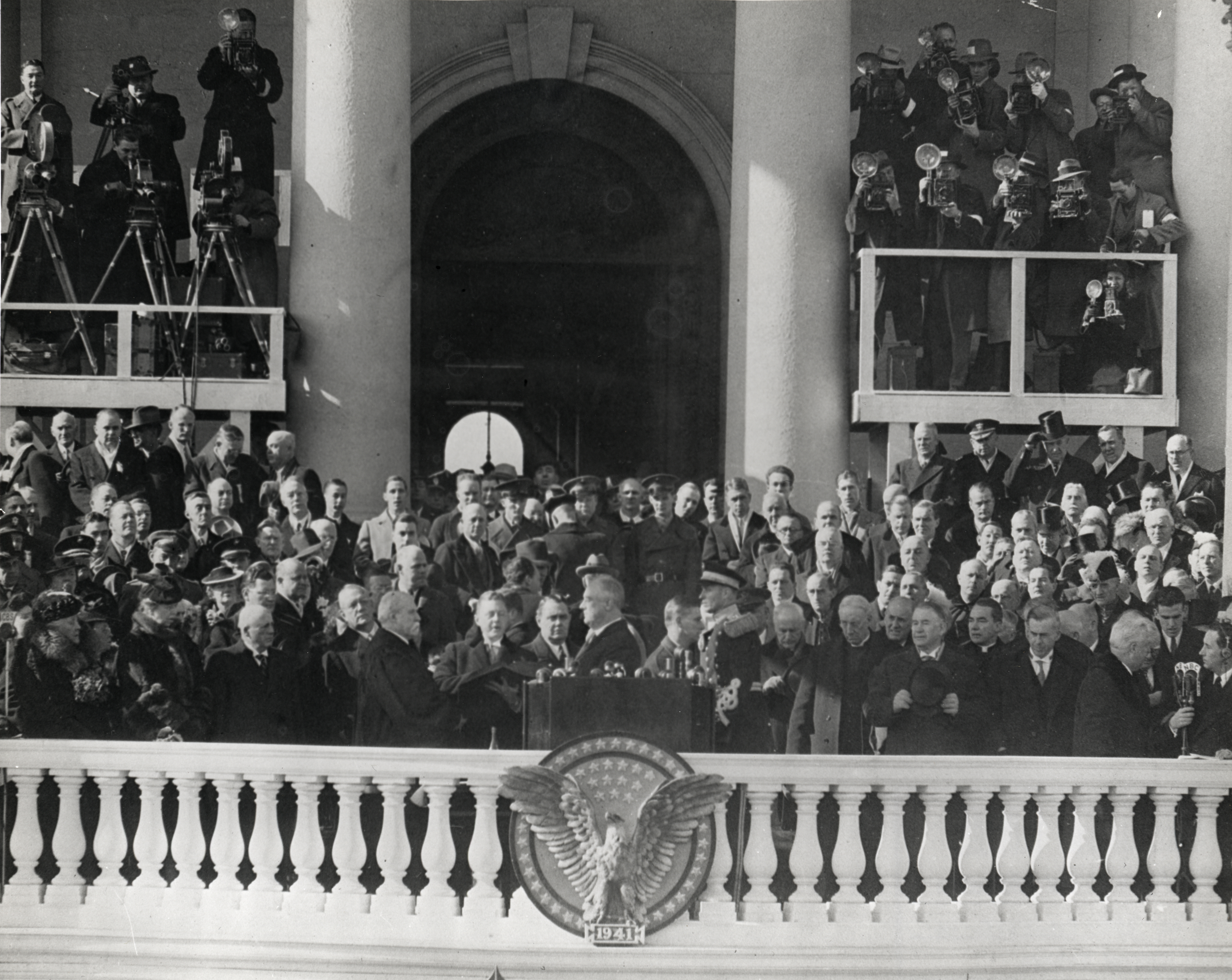
Franklin Delano Roosevelt prende Giuramento da presidente degli Stati Uniti seguito dal Chief Justice Charles Evan Hughes al Campidoglio, 20 gennaio 1941

### Terzo mandato (1941-1945)

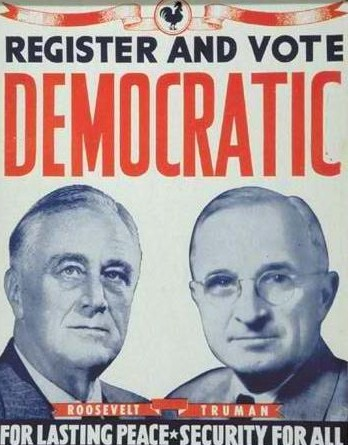
Il poster del Partito Democratico per le elezioni del 1944

#### Rielezione nel 1944

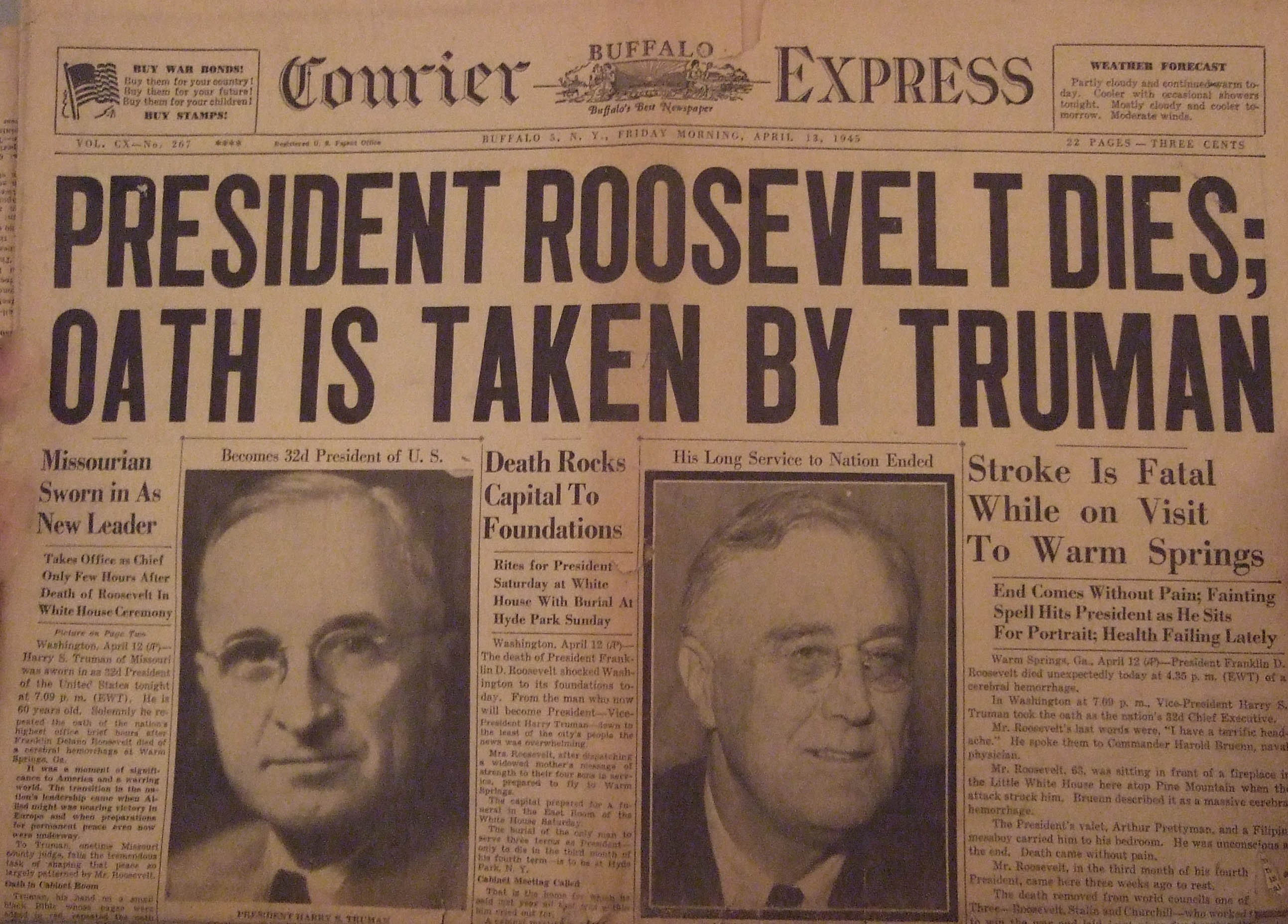
Prima pagina del Buffalo Courier Express del 13 aprile 1945, in cui si annuncia la morte di Roosevelt

I repubblicani scelsero come candidato presidente Thomas E. Dewey, governatore di New York, e come candidato vicepresidente John W. Bricker, governatore dell'Ohio. L'opposizione ha accusato Roosevelt e la sua amministrazione di corruzione domestica, inefficienza burocratica, tolleranza del comunismo e errori militari. I sindacati, che erano cresciuti rapidamente durante la guerra, appoggiarono appieno Roosevelt. 

### Quarto mandato (1945)
Il quarto mandato alla presidenza iniziò il 20 gennaio 1945 a mezzogiorno con la cerimonia d'inaugurazione e relativo insediamento del presidente degli Stati Uniti d'America. A causa delle misure di austerità in vigore durante la seconda guerra mondiale, l'inaugurazione si tenne sul Portico meridionale della Casa Bianca, invece che sul Campidoglio. Anche la sfilata e le altre festività furono cancellate. Il messaggio che ha tenuto Roosevelt fu uno dei più brevi mai registrati.